# Zaricicea, Snovsk
Zaricicea (în ucraineană Заріччя) este o comună în raionul Snovsk, regiunea Cernihiv, Ucraina, formată numai din satul de reședință.

## Demografie
Componența lingvistică a comunei Zaricicea
     Ucraineană (95,9%)
     Rusă (4,1%)
Conform recensământului din 2001, majoritatea populației comunei Zaricicea era vorbitoare de ucraineană (95,9%), existând în minoritate și vorbitori de rusă (4,1%).